# Mozarlândia
Mozarlândia est une municipalité brésilienne de l'État de Goiás et la microrégion de São Miguel do Araguaia.